# Đảng Xã hội Việt Nam
Đảng Xã hội Việt Nam là một chính đảng của giới trí thức Việt Nam, thiên tả, xã hội chủ nghĩa, hoạt động từ năm 1946 đến 1988.

## Lịch sử
Đảng Xã hội Việt Nam được thành lập ngày 22 tháng 7 năm 1946, tên ban đầu Việt Nam xã hội đảng, dưới vận động của Mặt trận Việt Minh và Đảng Cộng sản Đông Dương nhằm mục đích "tập hợp, đoàn kết mọi trí thức yêu nước và dân chủ".
Lãnh đạo ban đầu là Phan Tư Nghĩa, Nguyễn Xiển, bảo trợ chính trị là Võ Nguyên Giáp. Đảng có 24 ghế trong Quốc hội khóa I Việt Nam Dân chủ Cộng hòa, tập hợp trong khối cánh tả. Một số thành viên như Hoàng Minh Giám, Phan Anh, Nguyễn Văn Huyên, Đặng Phúc Thông tham gia chính phủ Việt Nam.
Ngay sau thành lập Đảng Xã hội đã gia nhập Hội Liên hiệp quốc dân Việt Nam. Trong Đảng Xã hội có một số đảng viên đồng thời là đảng viên Đảng Cộng sản Việt Nam (thời gian 1946 đã "giải tán" – hoạt động công khai trong Việt Minh).
Tiền thân của nó là Liên minh Xã hội chủ nghĩa ở Đông Dương trước thế chiến II, bao gồm cả các thành viên ở Pháp và Việt Nam (Phan Tư Nghĩa, Hoàng Minh Giám, Phan Anh, Võ Nguyên Giáp...), như là một bộ phận Đảng Xã hội Pháp.
Cùng với Đảng Cộng sản (Việt Minh) và Đảng Dân chủ (và trong một thời gian ngắn các đảng khác), Đảng Xã hội đã liên minh tham gia Chính phủ nước Việt Nam Dân chủ Cộng hòa.
Từ khóa II Quốc hội, các ứng cử viên tham gia ứng cử trong khối Mặt trận Tổ quốc Việt Nam.
Khi trào lưu đa nguyên đa đảng bắt đầu nảy nở ở một số nước cộng sản Đông Âu, với lý do đã kết thúc sứ mạng lịch sử, Đại hội đại biểu Đảng Xã hội họp từ ngày 21 đến ngày 22 tháng 7 năm 1988 và Nguyễn Lân đã ra tuyên bố giải thể Đảng.

## Các đảng viên chủ chốt
- Phan Tư Nghĩa: Tổng Thư ký giai đoạn 1946–1956
- Nguyễn Xiển: Phó Tổng thư ký từ năm 1946, và Tổng thư ký từ 1956 đến khi Đảng giải thể (1988)
- Hoàng Minh Giám: Phó Tổng thư ký giai đoạn 1956–1988
- Nguyễn Cao Luyện: Ủy viên Trung ương khóa 1
- Phan Anh: Ủy viên Trung ương, cựu Bộ trưởng Bộ Quốc phòng
- Nguyễn Văn Huyên: Cựu Bộ trưởng Bộ Quốc gia Giáo dục
- Đặng Phúc Thông
- Nguyễn Mạnh Tường
- Nguyễn Trí
- Nguyễn Xuân Nguyên
- Nguyễn Lân